# Torre d'en Dac
La Torre d'en Dac (escrit també Torre d'en Dach) és una masia situada al poble de Lladurs, al municipi del mateix nom, al Solsonès.